# James Bowdoin
James Bowdoin, ameriški odvetnik, politik in akademik, * 7. avgust 1726, † 6. november 1790.
Bowdoin je bil guverner Massachusettsa med letoma 1785 in 1787.